# Tûkelteammen
Tûkelteammen (Fries voor hindernissen) is een televisiequiz op Omrop Fryslân. Het concept is ontwikkeld door Omrop Fryslân, de Afûk en de Fryske Akademy. Twee teams, elk bestaande uit een bekende en een onbekende Fries, worden getest op hun kennis van de Friese taal.
Na een succesvolle eenmalige aflevering van Tûkelteammen eind 2001 is de taalquiz in het winterseizoen wekelijks te zien. De presentatie is in handen van Geert van Tuinen.